# 是国ランプ
是国ランプ（これくにランプ）は、広島県三原市糸崎5丁目にある国道2号（三原バイパス）のランプである。

## 道路
- 国道2号（三原バイパス）

## 接続道路
- 三原市道

## 歴史
- 2012年3月31日 : 糸崎ランプ-時広ランプ間開通に伴い供用開始

## 周辺
- 糸崎駅（JR山陽本線）
- 三菱三原病院
- ミハラスーパー 糸崎店

## 隣
三原バイパス
糸崎ランプ - 是国ランプ - 時広ランプ

## 備考
- 福山方面のみ出入のハーフランプとなっている（広島方面との出入は西隣の時広ランプを利用）。